# Kojuun de Dzoun-Khemtchik
La kojuun de Dzoun-Khemtchik (en touvain : Чөөн-Хемчик кожууну, Çöön-Xemçik kojuunu ; en russe : Дзун-Хемчикский кожуун, Dzoun-Khemtchikski kojuun) est l'une des 16 kojuuns (touvain : кожуун, « bannière ») de la république de Touva, au sein de la fédération de Russie.

## Géographie
Le chef lieu de la province est Tchadan (Чаданаа, Çadanaa).

## Culture

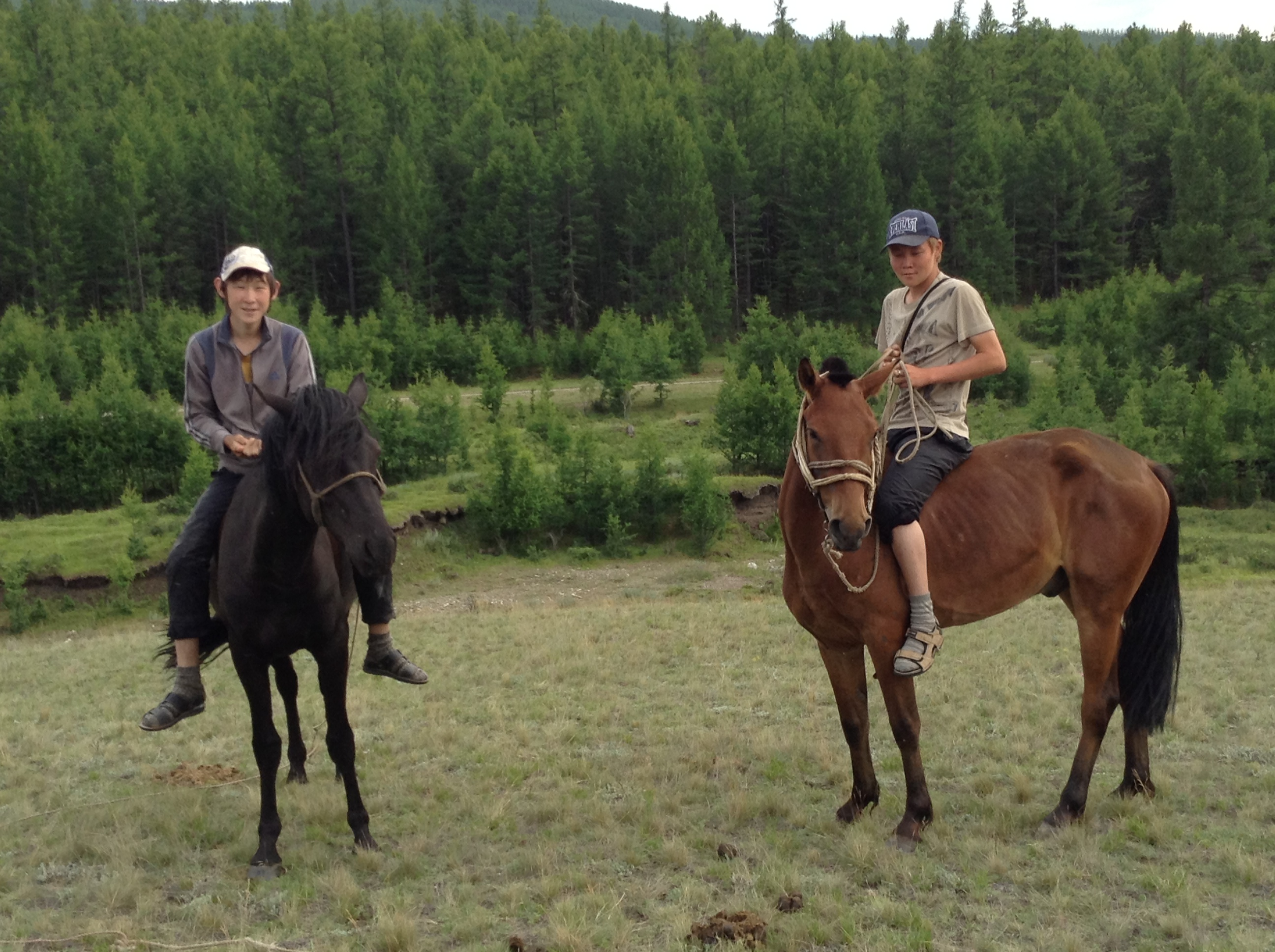
Cavaliers dans la kojuun de Dzoum-Khemtchik.

## Démographie
| Évolution de la démographie |       |       |        |       |        |
| 1959                        | 1970  | 1979  | 1989   | 2002  | 2010   |
| 4 709                       | 7 589 | 8 985 | 10 775 | 9 454 | 10 444 |

## Personnalités de la kojuun
- Kaigal-ool Khovalyg, musicien et chanteur.